# Woldemar Söderhjelm
Werner Woldemar Söderhjelm, född 3 maj 1832 i Valkjärvi, död 14 augusti 1904 i Helsingfors, var en finländsk jurist och ämbetsman. Han var far till Werner, Alma och Torsten Söderhjelm. 
Söderhjelm, som var son till kronofogden Johan Ulrik Söderhjelm och Charlotta Ulrika Stråhlman, blev student vid Kejserliga Alexanders Universitetet i Finland i Helsingfors 1849, avlade domarexamen 1853, blev auskultant vid Viborgs hovrätt 1853, avlade högre kameralexamen 1854, blev extra ordinarie kanslist vid Viborgs hovrätt 1854, extra ordinarie kammarskrivare vid senatens ekonomiavdelning samma år, auditör vid Uleåborgs skarpskyttebataljon 1855, vid Viborgs skarpskyttebataljon 1857, vicehäradshövding samma år, kanslist vid Viborgs hovrätt 1859, registrator samma år, extra ordinarie fiskal 1862, notarie 1864, viceadvokatfiskal 1865, sekreterare 1867, assessor 1869, domare i Äyräpää härad 1871 och tilldelades lagmans titel 1881. Han blev senatens prokurator 1897, men avsattes från denna befattning 1900 på grund av sitt motstånd mot språkmanifestet och var därefter under några månader senator i senatens juridiska avdelning.

## Utmärkelser
- Sankt Annas orden, andra klass,  1890[2]
- Sankt Vladimirs orden, tredje klass,  1898[2]

[Redigera Wikidata]